# Olearia arborescens
Olearia arborescens (Engels: common tree daisy of glossy tree daisy) is een plantensoort uit de composietenfamilie (Asteraceae). Het is een ruige struik of kleine boom die een groeihoogte tot 4 meter kan bereiken. De struik heeft leerachtige ovale puntige donkergroene glanzende bladeren die aan de onderkant bleker zijn. Verder heeft de struik grote trossen margrietachtige bloemetjes die zich ontwikkelen tot pluizige zaden. De bloemblaadjes zijn wit en het hart is bleekgeel.
De soort komt voor in Nieuw-Zeeland, waar hij aangetroffen wordt op het Noordereiland, het Zuidereiland en op Stewarteiland. Hij groeit in bossen en te midden van struikgewas, zowel in laagland als in montane gebieden.

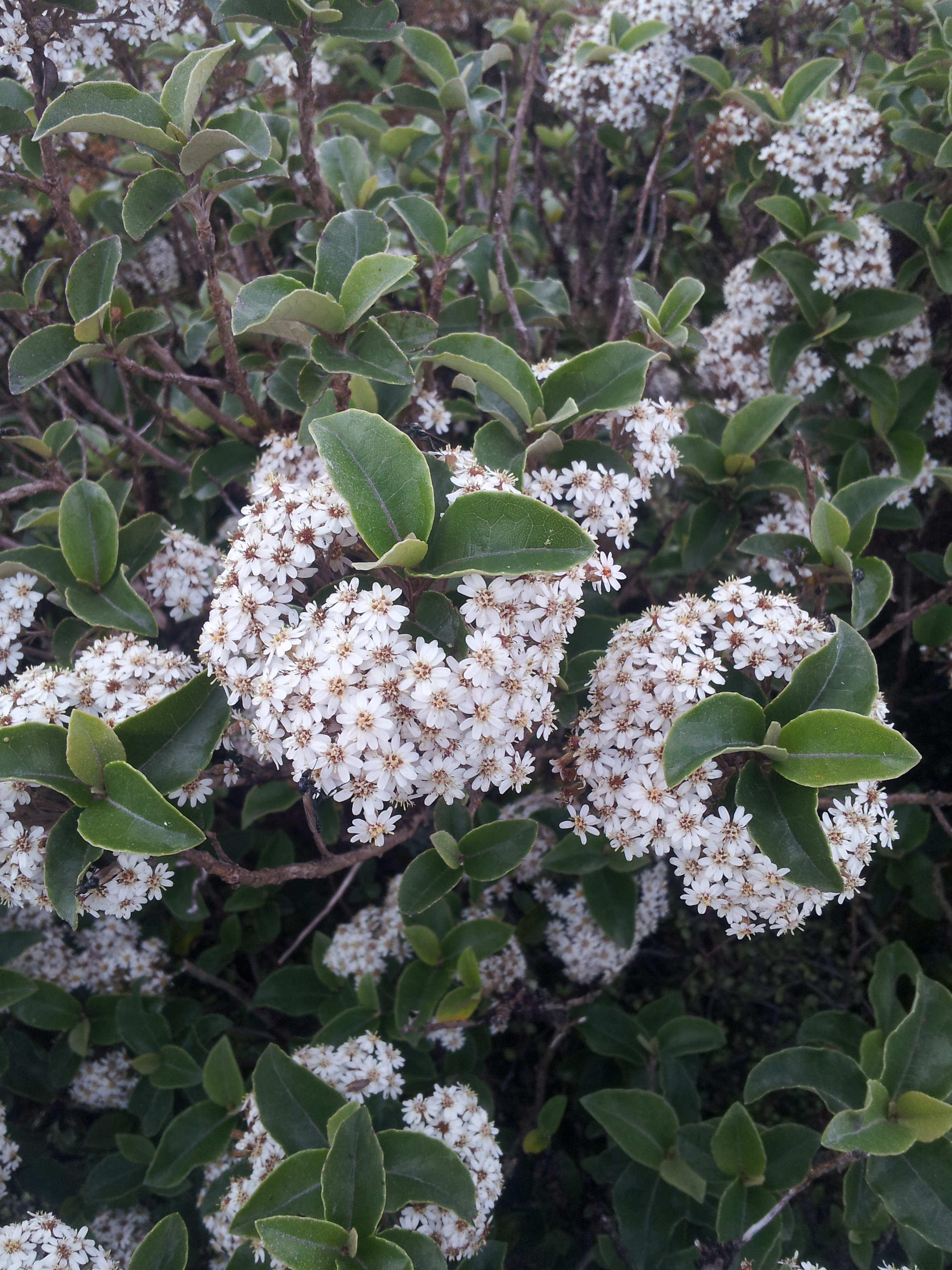
Bloemen